# Snoqualmie (Washington)
Snoqualmie ist eine Stadt nahe Seattle im US-Bundesstaat Washington. Sie hat etwa 10.670 Einwohner und ist nach dem Indianerstamm der Snoqualmie benannt. Die Stadt ist für ihre Wasserfälle, die Snoqualmie Falls, sowie als Drehort der Serie Twin Peaks und des Spielfilms Twin Peaks – Der Film des Regisseurs David Lynch bekannt.

## Twin Peaks
Die Außenaufnahmen der TV-Serie wurden zum Großteil an den folgenden Schauplätzen gedreht:
- Das Great Northern Hotel heißt tatsächlich „Salish Lodge“ und liegt an den Snoqualmie Falls. Dieser Wasserfall gilt als Naturwunder und größte Sehenswürdigkeit der Stadt.
- An der Mount Si Highschool entstanden die Schulszenen.
- Die große Eisenbahnbrücke, auf der Lauras Freundin Ronnette Polaski während des Pilotfilmes auftaucht, ist am östlichen Rand der Stadt zu finden.
- Das Sheriff-Departement von Harry S. Truman war in Wirklichkeit das Verwaltungsgebäude des örtlichen Sägewerks. Aktuell befindet sich darin eine Rallye-Fahrschule.
- Die Wälder, in denen sich in der Serie der Eingang zur Schwarzen Hütte (Black Lodge) befinden soll, wurden ebenfalls hier aufgenommen.

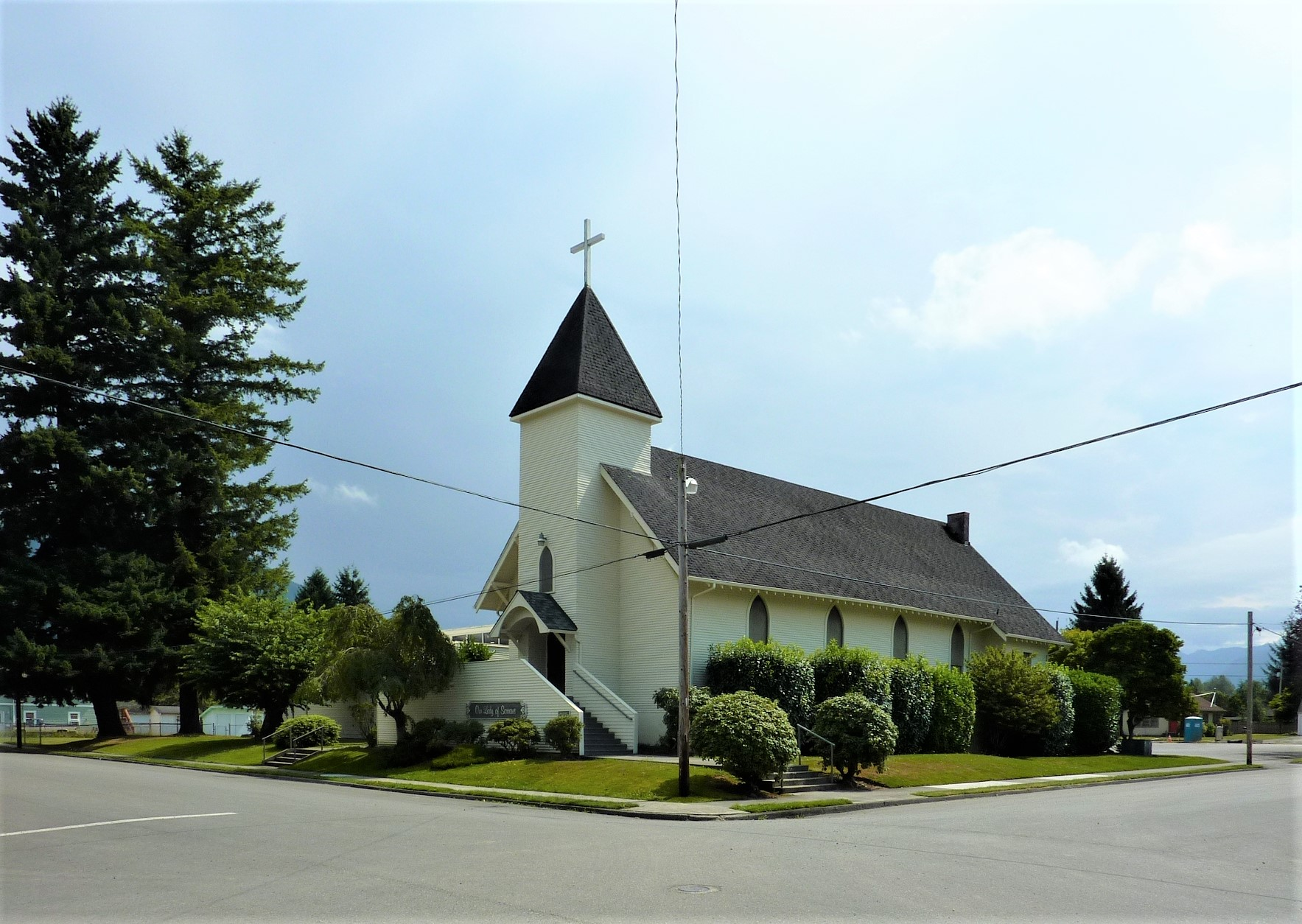
Kirche Our Lady of Sorrows in Snoqualmie